# Julia Rick
Julia Rick (* 24. Juni 1993 in Hürth) ist eine deutsche Cable-Wakeboarderin.

## Leben
Rick begann 2009 mit dem Wakeboarden. Parallel dazu spielte sie für die Frauenfußball-Mannschaft des 1. FC Köln, zuletzt in der 2. Fußball-Bundesliga. Nach den ersten internationalen Erfolgen im Juniorenbereich 2012 entschied sie sich für eine Profikarriere im Wakeboarden und gegen den Fußball.
In den Folgejahren entwickelte sie sich mit ihren Wettkampferfolgen und neu gestandenen Tricks zur weltweit erfolgreichsten Wakeboarderin. Neben zahlreichen kontinentalen Erfolgen wurde Julia Rick mehrfach Weltmeisterin sowohl bei der World Wake Association (WWA) als auch bei der vom IOC anerkannten International Waterski & Wakeboard Federation (IWWF).
2023 gewann sie ihren 13. Weltmeister-Titel bei den WWA Wake Park Worlds in London, England (Pro Women Park). Außerdem ist sie aktuell Weltmeisterin des IWWF, da sie die IWWF-Weltmeisterschaft 2022 in Bangkok, Thailand gewann. Damit ist sie Titelträgerin beider Welt-Verbände.
2021 wurde sie bei den WWA Wake Park Worlds in Orlando, Florida, Doppelweltmeisterin (Pro Women Features & Traditional) und holte dort ihren 11. Weltmeister-Titel. Sie gewann ebenfalls die letzte IWWF-Weltmeisterschaft in Buenos Aires (Argentinien) in 2019 und ist damit Titelträgerin beider Welt-Verbände.
Sie hat bereits mehr als zehn verschiedene Tricks als erste Frau in der Wakeboard-Geschichte gestanden und es kommen immer weitere hinzu. Zuletzt landete sie einen KGB 540 als erste Frau weltweit und gewann damit den "Trick of the Year" 2021 des amerikanischen "Wakeboarding Magazine".
2021 wurde sie vom IWWF als "Female Wakeboard Rider of the Decade" (2010–2019) gekürt.
Außerdem stellte sie drei "Guinness World Records" auf:
- Most inverts while wakeboarding in one minute (female)[12]
- Farthest wakeboard ramp jump (female)[13]
- Most wakeboarding world titles (female)[14]

## Erfolge bei internationalen Meisterschaften
Quelle: The Wakeboard Site, Eigene Website (Details)
2023
1. Platz WWA Wake Park World Championships, London, England

2022
1. Platz IWWF World Championships, Bangkok, Thailand

2021
- 1. Platz WWA World Championships Pro Women‘s Traditional, Orlando, USA
- 1. Platz WWA World Championships Pro Women‘s Features, Orlando, USA

2019
- 1. Platz WWA World Championships Pro Women‘s Traditional, Cancun, Mexiko
- 1. Platz WWA World Championships Pro Women‘s Features, Cancun, Mexiko
- 1. Platz IWWF World Championships, Buenos Aires, Argentinien
- 1. Platz IWWF European Championships, Sosnowiec (Polen)
- 1. Platz Munich Mash, Germany
- 1. Platz Place US Park Pro Series (California, Illinois, Georgia)

2018
- 1. Platz WWA World Championships Pro Women‘s Traditional, Cancun, Mexiko
- 1. Platz WWA World Championships Pro Women‘s Features, Cancun, Mexiko
- 1. Platz IWWF European Championships  Mailand, Italien
- 1. Platz IWWF World Cup Shanghai & Jordanien
- 1. Platz Plastic Playground World Series

2017
- 1. Platz WWA World Championships Pro Women‘s Traditional CamSur, Philippinen
- 1. Platz IWWF European Championships El Gouna, Ägypten

2016
- 1. Platz IWWF European Championships Tel Aviv, Israel
- 1. Platz WWA World Championships Pro Women‘s Traditional, CamSur, Philippinen
- 1. Platz WWA World Championships Pro Women‘s Features, CamSur, Philippinen
- 1. Platz IWWF World Championships Mexico

2015
- 1. Platz IWWF European Championships Ravenna, Italien
- 1. Platz WWA World Championships Abu Dhabi

2014
- 1. Platz IWWF European Championships Ostroda, Polen
- 1. Platz WWA World Championships Abu Dhabi

2013
- 1. Platz IWWF European Championships Fagersta, Schweden
- 1. Platz WWA World Championships Abu Dhabi

2012
- 1. Platz World Championships (Junior Ladies) 2012 Manila, Philippinen

## Auszeichnungen
- 2021 Trick of The Year - KGB 540[16]
- IWWF Presidents Award[17]
- Female Wakeboard "Rider of the Decade" (IWWF)[18] (2010–2019)
- 2018 Gewinnerin Trick of the Year „1080“
- 2018 Sportlerin des Jahres der Stadt Köln
- 2017 IWWF Athlete of the year
- 2016 Gewinnerin Trick of the Year "Backside 900"